# Gabriel Chevallier
Gabriel Chevallier (Lyon, 3 de mayo de 1895-Cannes, 5 de abril de 1969) fue un escritor francés que se dio a conocer en todo el mundo con la novela Clochemerle (1934), traducida a más de treinta lenguas y adaptada al cine, teatro y televisión.
En 1914, a la edad de 18 años, se vio obligado a interrumpir los estudios de Bellas Artes al ser llamado a filas. En 1915 fue herido en Artois y se reincorporó a primera fila de combate, donde estuvo hasta el final de la guerra en 1918.
De vuelta a la vida civil ejerció todo tipo de oficios: periodista, diseñador, representante, pequeño industrial, etc. Su primer libro, Durand voyageur de commerce, se publicó en 1929. Pero no fue hasta la aparición de su cuarto libro que el nombre de Gabriel Chevallier estuvo en boca de todos. Con Clochemerle obtuvo elogios tanto por parte del público como de la crítica. Hasta 1968 escribió más de veinte libros.
Recientemente se ha recuperado en lengua española El miedo, uno de sus libros menos conocidos. Se trata de un testimonio en primera persona de su participación en la Primera Guerra Mundial, que recibió encendidas críticas en Francia en el momento de su publicación en 1928 siendo acusado de antipatriota. Bernard Pivot, uno de los críticos literarios franceses de mayor prestigio, considera que «El miedo es uno de los mejores libros que existen sobre la Primera Guerra Mundial».